# 雷起龍 (婺川縣知縣)
雷起龍（?—?），江南上元人，清朝政治人物。贡生出身。

## 生平
康熙6年（1667年），擔任清朝遵义府婺川縣知縣。后由吳嘉蔭接任。